# Grupna nogometna liga Koprivnica 1963./64.
Grupna nogometna liga Koprivnica, također i kao Općinska nogometna liga Koprivnica  je bila liga šestog stupnja nogometnog prvenstva Jugoslavije u sezoni 1963./64. 
 Sudjelovalo je 10 klubova, a prvak je bio "Rudar" iz Botinovca.  

## Ljestvica
| mj. | klub                      | ut. | pob. | ner. | por. | gol+ | gol- | bod     |
| --- | ------------------------- | --- | ---- | ---- | ---- | ---- | ---- | ------- |
| 1.  | Rudar Botinovec           | 18  | 15   | 2    | 1    | 51   | 16   | 32      |
| 2.  | Bratstvo Kunovec          | 18  | 13   | 1    | 4    | 33   | 18   | 27      |
| 3.  | Jedinstvo Rasinja         | 18  | 11   | 1    | 6    | 39   | 29   | 23      |
| 4.  | Mladost Koprivnički Bregi | 18  | 10   | 2    | 6    | 37   | 21   | 22      |
| 5.  | Borac Drnje               | 18  | 10   | 1    | 7    | 54   | 31   | 21      |
| 6.  | Galeb Koledinac           | 18  | 9    | 1    | 8    | 42   | 37   | 19      |
| 7.  | Rudar Subotica Podravska  | 18  | 5    | 2    | 11   | 40   | 31   | 12      |
| 8.  | Jadran Kuzminec           | 18  | 4    | 3    | 11   | 26   | 45   | 11      |
| 9.  | Mladost Kutnjak           | 18  | 5    | 1    | 12   | 19   | 39   | 10 (-1) |
| 10. | Mladost Mali Otok         | 18  | 1    | 0    | 17   | 3    | 50   | 2       |

## Rezultatska križaljka
| kratica | klub                      | BOR | BRA | GAL | JAD | JED | MLAK | MLAKB | MLAMO | RUDB | RUDSP |
| --- | ------------------------- | --- | --- | --- | --- | --- | ---- | ----- | ----- | ---- | ----- |
| BOR | Borac Drnje               |     |     |     |     |     |      |       |       |      |       |
| BRA | Bratstvo Kunovec          |     |     |     |     |     |      |       |       |      |       |
| GAL | Galeb Koledinac           |     |     |     |     |     |      |       |       |      |       |
| JAD | Jadran Kuzminec           |     |     |     |     |     |      |       |       |      |       |
| JED | Jedinstvo Rasinja         |     |     |     |     |     |      |       |       |      |       |
| MLAK | Mladost Kutnjak           |     |     |     |     |     |      |       |       |      |       |
| MLAKB | Mladost Koprivnički Bregi |     |     |     |     |     |      |       |       |      |       |
| MLAMO | Mladost Mali Otok         |     |     |     |     |     |      |       |       |      |       |
| RUDB | Rudar Botinovec           |     |     |     |     |     |      |       |       |      |       |
| RUDSP | Rudar Subotica Podravska  |     |     |     |     |     |      |       |       |      |       |
| |                           |     |     |     |     |     |      |       |       |      |       |
| podebljan rezultat - utakmice od 1. do 9. kola (1. utakmica između klubova) rezultat normalne debljine - utakmice od 10. do 18. kola (2. utakmica između klubova) rezultat nakošen - nije vidljiv redoslijed odigravanja međusobnih utakmica iz dostupnih izvora rezultat smanjen * - iz dostupnih izvora nije uočljiv domaćin susreta prekrižen rezultat - poništena ili brisana utakmica p - utakmica prekinuta 3:0 p.f. / 0:3 p.f. - rezultat 3:0 bez borbe n.i. - nije igrano |                           |     |     |     |     |     |      |       |       |      |       |

 Izvori:

## Unutarnje poveznice
- Podsavezna liga Koprivnica 1963./64.
- Grupna liga Đurđevac 1963./64.